# Jezsuita Roma Szakkollégium
A Jezsuita Roma Kollégium és Szakkollégium Budapesten, a XIX. kerületben – azaz Kispesten – működő, 2011-ben alapított szakkollégium, melyet a jezsuita rend tart fenn.
45-50 fős létszámmal rendelkezik, és a felsőoktatásban tanuló, elsősorban cigány hátrányos helyzetű hallgatóknak nyújt magas színvonalú szakmai környezetet. Támogatja a tehetséges diákok kibontakozását, valamint az esélyegyenlőség megteremtését. A magasan felszerelt, és a kis létszámnak köszönhetően családias környezetű intézmény hallgatói ingyenes belső képzéseken és nyelvoktatáson vehetnek részt, és teljesítményüktől függően ösztöndíjban is részesülhetnek. 
Jelenleg Hofher József SJ a kollégium lelkésze, és Hiba György SJ a rektor.

## A szakkollégium küldetése
A Jezsuita Roma Szakkollégiumnak (JRSZ) alappillére a keresztény alapokra és jezsuita hagyományokra épülő értékrendszer. Kiemelten fontos szerepet kap, azt egymáshoz való tiszteletteljes odafordulás, segítség, és elfogadás a hallgatók között. 
A szakkollégium célja, egyrészt az egyének tehetségeinek kibontakoztatása, illetve a társadalmi igazságosság szeretetére nevelés, valamint az ezért való tenni akarás motiválása. A hallgatók a kollégium nyújtotta, ingyenes szakmai képzéseket az egyéni tanulmányaik során fel tudják használni.
Magyarország többi cigány szakkollégiumával együtt vallják, hogy az intézményeikben együtt lakó és tanuló közösség sikeres együttélési modellként példát mutathat társadalmunkban, ezért programjaikon olyan nem cigány fiatalokat is várnak, akik hasonlóan hátrányos helyzetből érkeznek, és tiszteletet tanúsítanak a cigányok iránt.
Szakmai programok keretében lelkiségi, romológiai, közismereti képzéseket nyújt a JRSZ diákjai számára. A kurzusokon kívül nyelvtanfolyamokkal, tréningekkel, közösségi vitaestekkel és kulturális programokkal segítik a diákokat abban, hogy minél szélesebb körű ismeretek és az életben való sikeres helytálláshoz szükséges kompetenciák birtokában, kritikai gondolkodással és egészséges cigány-magyar identitástudattal léphessenek majd ki a munkaerőpiacra.

## Tanulmányi rendszer
A kollégium hallgatói számára a tanulmányi tevékenységeik összevontan, havonta egy tanulmányi hétvégén, tömbösítve kerül megrendezésre. A tanulmányi hétvége alatt több modulba tartozó kötelező és kötelezően választható kurzusok közül lehet választani, melyeken a kollégisták a hétvége folyamán vehetnek részt. Egy egyetemi félévben összesen 4 tanulmányi hétvége kerül megrendezésre. Egy tanulmányi hétvége alkalmával körülbelül 3 egyetemi órának megfelelő terjedelmű előadáson vehetnek részt a hallgatók kurzusonként. 
A hallgatók tanulmányai a kollégiumon belül két nagyobb blokkra osztható.

### Junior szakkollégisták
A kollégiumi hallhatók felvételt követően, tagságuk első négy félévében a képzési rendszer kötelező elemein, vagyis a kötelező kurzusokon és készségfejlesztő továbbképzéseken vesznek részt. Ezen kurzusok elvégzése minden aktív hallgató számára kötelezően előírt. A kötelező kurzusok elvégzése után, általában a junior képzés utolsó félévében az úgynevezett „junior dolgozat” sikeres prezentálása zárja az első képzési blokkot. 
A kötelező kurzusok 3 fő ismeretkörre épülnek: 
- cigány-magyar identitás kapcsolata
- spirituális jellegű
- közismereti, általános műveltségi tudást gyarapító

### Junior képzést végzett szakkollégisták
A junior képzést sikeresen elvégzett (senior) szakkollégisták a szakmai team által koordinálva, mindenki saját érdeklődési körének megfelelő, tudásukat, készségeiket leghatékonyabban bővítő, hallgatók által választott workshopon vesznek részt. Félévenként egy workshopon kötelező a részvétel, de igény szerint többre is el lehet látogatni. A workshopon végzett munkájukat a kollégisták egy közösen megalkotott produktum prezentálásával igazolják, amit a workshop oktatója írásban értékel, és osztályoz a féléves teljesítmény függvényében.